# 제62회 골든 글로브상
제62회 골든 글로브상은 2004년 상영된 영화 중 가장 뛰어난 영화를 수상하기 위해 2005년 1월에 열린 시상식이다. 미국,캘리포니아/비버리 힐튼 호텔에서 개최되었다.

## 수상 및 후보

### 세실 B. 데밀 상
- 로빈 윌리엄스 수상

### 작품상-드라마
- 에비에이터 - 마틴 스코세이지 수상
- 클로저 - 마이크 니콜스
- 네버랜드를 찾아서 - 마크 포스터
- 호텔 르완다 - 테리 조지
- 킨제이 보고서 - 빌 콘돈
- 밀리언 달러 베이비 - 클린트 이스트우드

### 여우주연상-드라마
- 밀리언 달러 베이비 - 힐러리 스웽크 수상
- 러브 송 포 바비 롱 - 스칼렛 요한슨
- 베라 드레이크 - 이멜다 스턴톤
- 탄생 - 니콜 키드먼
- 킬 빌 - 2부 - 우마 서먼

### 남우주연상-드라마
- 에비에이터 - 레오나르도 디카프리오 수상
- 네버랜드를 찾아서 - 조니 뎁
- 호텔 르완다 - 돈 치들
- 씨 인사이드 - 하비에르 바르뎀
- 킨제이 보고서 - 리암 니슨

### 작품상-뮤지컬코미디
- 사이드웨이 - 알렉산더 페인 수상
- 레이 - 테일러 핵포드
- 이터널 선샤인 - 미셸 공드리
- 인크레더블 - 브래드 버드
- 오페라의 유령 - 조엘 슈마허

### 여우주연상-뮤지컬코미디
- 빙 줄리아 - 아네트 베닝 수상
- 이터널 선샤인 - 케이트 웬슬렛
- 브리짓 존스의 일기 - 열정과 애정 - 르네 젤위거
- 드 러블리 - 애슐리 쥬드
- 오페라의 유령 - 애미 로섬

### 남우주연상-뮤지컬코미디
- 레이 - 제이미 폭스 수상
- 사이드웨이 - 폴 지아마티
- 이터널 선샤인 - 짐 캐리
- 드 러블리 - 케빈 클라인
- 비욘드 더 씨 - 케빈 스페이시

### 여우조연상
- 클로저 - 나탈리 포트만 수상
- 에비에이터 - 케이트 블란쳇
- 킨제이 보고서 - 로라 리니
- 사이드웨이 - 버지니아 매드슨
- 맨츄리안 켄디데이트 - 메릴 스트립

### 남우조연상
- 클로저 - 클라이브 오웬 수상
- 사이드웨이 - 토마스 헤이든 처치
- 콜래트럴 - 제이미 폭스
- 밀리언 달러 베이비 - 모건 프리먼
- 킬 빌 - 2부 - 데이빗 캐러딘

### 외국어 영화상
- 씨 인사이드 - 알레한드로 아메나바르 수상
- 코러스 - 크리스토퍼 파라티에
- 연인 - 장이머우
- 모터싸이클 다이어리 - 월터 살레스
- 인게이지먼트 - 장-피에르 주네

### 감독상
- 밀리언 달러 베이비 - 클린트 이스트우드 수상
- 에비에이터 - 마틴 스코세이지
- 사이드웨이 - 알렉산더 페인
- 클로저 - 마이크 니콜즈
- 네버랜드를 찾아서 - 마크 포스터

### 각본상
- 사이드웨이 - 알렉산더 페인 수상
- 이터널 선샤인 - 찰리 카우프만
- 네버랜드를 찾아서 - 데이빗 매기
- 에비에이터 - 존 로건
- 클로저 - 패트릭 마버

### 음악상
- 에비에이터 - 하워드 쇼어 수상
- 네버랜드를 찾아서 - 얀 A.P. 카취마렉
- 밀리언 달러 베이비 - 클린트 이스트우드
- 사이드웨이 - 롤페 켄트
- 스팽글리쉬 - 한스 짐머

### 주제가상
- 나를 책임져, 알피 - 믹 재거 수상
- 나를 책임져, 알피 - 데이비드 A. 스튜어트 수상
- 슈렉 2 - 아담 듀리츠,댄 비크레이,매튜 말리,데이비드 브라이슨
- 폴라 익스프레스 - 앨런 실버스트리
- 오페라의 유령 - 앤드류 로이드 웨버
- 호텔 르완다 - 위클리프 진
- 호텔 르완다 - 안드레아 구에라

## 같이 보기
- 제77회 아카데미상
- 제25회 골든 래즈베리상
- 제11회 미국 배우 조합상
- 제56회 프라임타임 에미상
- 제57회 프라임타임 에미상
- 제58회 영국 아카데미 영화상